# Með suð í eyrum við spilum endalaust
Með suð í eyrum við spilum endalaust è il quinto album in studio del gruppo musicale islandese Sigur Rós, pubblicato il 23 giugno 2008 dalla EMI.

## Tracce
1. Gobbledigook – 3:05
2. Inní mér syngur vitleysingur – 4:05
3. Góðan daginn – 5:15
4. Við spilum endalaust – 3:33
5. Festival – 9:24
6. Með suð í eyrum – 4:56
7. Ára bátur – 8:57
8. Illgresi – 4:13
9. Fljótavík – 3:49
10. Straumnes – 2:01
11. All Alright – 6:21

Traccia bonus nell'edizione giapponese e di iTunes
1. Heima

## Classifiche
| Classifica (2008-09) | Posizione massima |
| -------------------- | ----------------- |
| Australia            | 14                |
| Austria              | 23                |
| Belgio (Fiandre)     | 4                 |
| Belgio (Vallonia)    | 25                |
| Danimarca            | 8                 |
| Finlandia            | 7                 |
| Francia              | 30                |
| Germania             | 26                |
| Irlanda              | 4                 |
| Italia               | 11                |
| Norvegia             | 7                 |
| Nuova Zelanda        | 29                |
| Paesi Bassi          | 21                |
| Portogallo           | 6                 |
| Regno Unito          | 5                 |
| Spagna               | 79                |
| Svezia               | 29                |
| Svizzera             | 8                 |